# Eiffeltoren
De Eiffeltoren (Frans: la tour Eiffel) is een monument in Parijs en een van bekendste en meest bezochte bezienswaardigheden van Frankrijk. Hij staat aan de linkeroever van de Seine in het 7e arrondissement van Parijs.
De Eiffeltoren is hét symbool van Parijs en wordt door velen gezien als een van de niet-klassieke wereldwonderen. De toren ontving tussen 2011 en 2017 jaarlijks meer dan zes miljoen bezoekers en is daarmee het meest bezochte monument ter wereld waar een toegangskaartje voor gekocht moet worden. Op 28 november 2002 verwelkomde de Eiffeltoren zijn 200 miljoenste gast. Een bezoek kan op voorhand en ter plaatse gereserveerd worden.
De toren is ontworpen door de ingenieurs Maurice Koechlin en Émile Nouguier, twee medewerkers van Gustave Eiffel, en werd gebouwd ter gelegenheid van de wereldtentoonstelling van 1889 in Parijs.
Op het eerste platform bevindt zich een expositie over de Eiffeltoren met foto's, schilderijen en informatie. Met de lift is het mogelijk naar de top van de Eiffeltoren te gaan (de trap is boven het tweede platform niet publiek toegankelijk). Informatiepanelen geven aan welke gebouwen te zien zijn vanaf de Eiffeltoren.
De Eiffeltoren is 317 meter hoog tot aan de top van de vlaggenstok, zonder de televisieantennes mee te rekenen. Met de op 15 maart 2022 geplaatste DAB+-antennes is de toren 330 meter hoog. Afhankelijk van de omgevingstemperatuur kan de toren 15 cm in hoogte veranderen door het uitzetten of krimpen van het metaal. De toren heeft vier poten; op verschillende niveaus bevinden zich platforms. De toren weegt 7300 ton (exclusief de fundering). Na de bouw was de Eiffeltoren 's werelds hoogste toren en hij bleef, afgezien van televisietorens, 126 jaar lang de hoogste toren van Europa.

## Geschiedenis
De Eiffeltoren werd tussen 1887 en 1889 gebouwd ter gelegenheid van de wereldtentoonstelling van 1889; de Eiffeltoren zou de monumentale toegang tot de tentoonstelling worden. Het jaar 1889 was niet toevallig uitgekozen: het was de honderdste verjaardag van de Franse Revolutie.

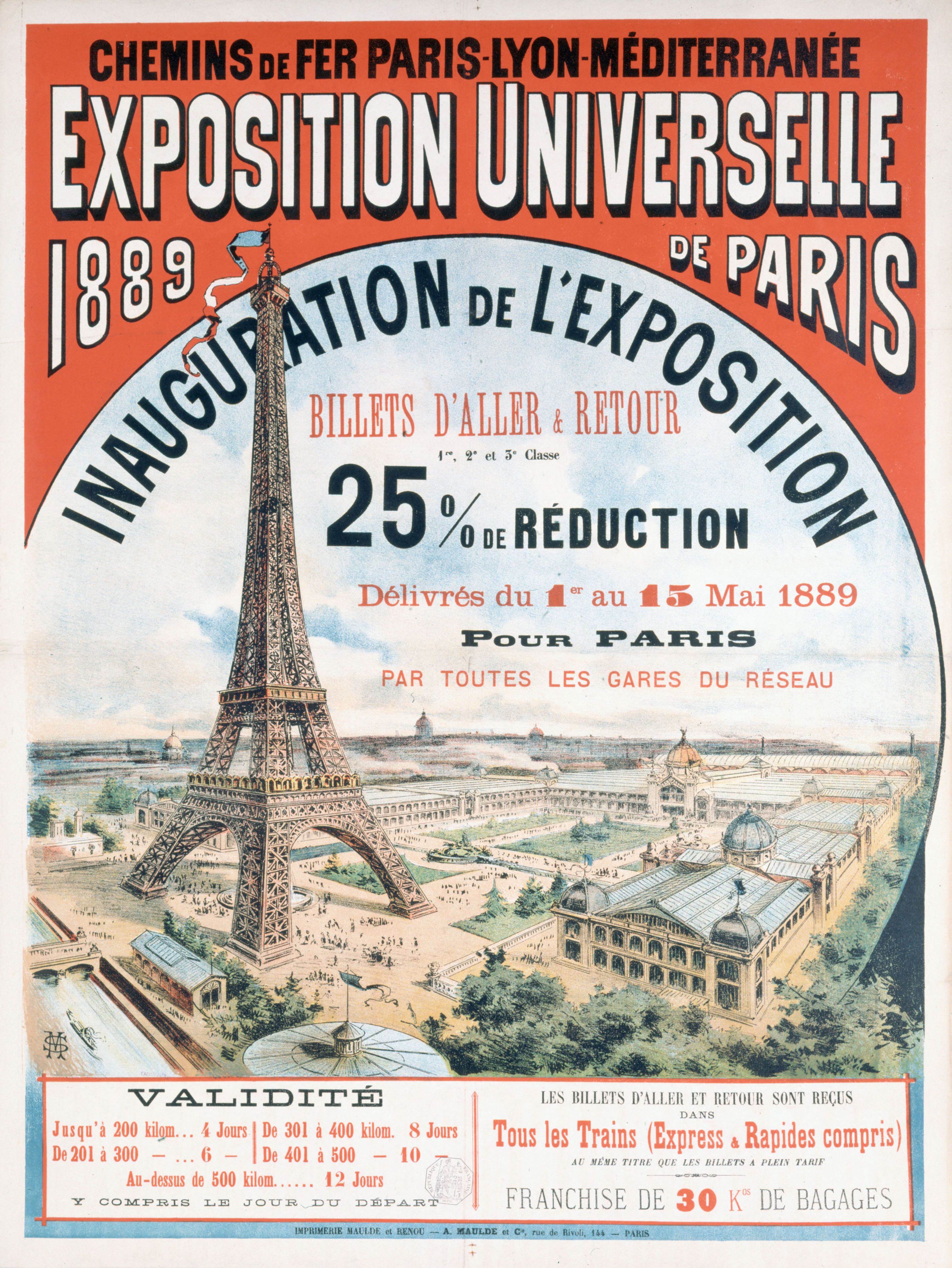
De Eiffeltoren op een poster voor de wereldtentoonstelling van dat jaar (1889)

In 1884 werd een wedstrijd georganiseerd door het ministerie van Handel en Industrie om een 300 meter hoge toren te bouwen op het Champ-de-Mars. Meer dan 700 dossiers werden ingediend en het project van de firma Eiffel werd op 12 juni 1886 unaniem door de jury gekozen, enerzijds omwille van de originaliteit van het project, anderzijds omdat Eiffel in het verleden had bewezen binnen tijd en budget te kunnen werken.

### Locatie
Als sinds 1855 vond op het Champ-de-Mars ongeveer om de 11 jaar een internationale tentoonstelling plaats, en de tentoonstellingen van 1867 en 1878 hadden telkens de ambitie reusachtiger en wonderbaarlijker te zijn dan hun voorganger. De tentoonstelling van 1889 moest "een uitstalraam worden voor het republikeinse stelsel, dat al 18 jaar werd op afstand gehouden door rechtse royalisten en Bonapartisten en door diverse socialistische strekkingen aan de linkerkant."
Het Champ-de-Mars bleef tot 1889 eigendom van het Franse leger; daarna werd het afgestaan aan de stad Parijs.

### Constructie
Aanvankelijk had Gustave Eiffel – toentertijd meester in de architectuur met smeedijzer – gedacht twaalf maanden bezig te zijn met de constructie. In werkelijkheid duurde de bouw echter tweemaal zo lang. De bouwfase, die begon op 28 januari 1887, eindigde pas eind maart 1889, maar dat was op tijd voor de officiële opening van de wereldtentoonstelling van 1889. Het monument heeft in totaal 1,5 miljoen frank meer gekost dan aanvankelijk verwacht werd.
Op de bouwplaats is het aantal werknemers nooit boven de 250 geweest. De reden hiervoor is dat een groot deel van het werk al tevoren was gedaan in de fabrieken van Eiffel, in Levallois-Perret. Van de 2,5 miljoen klinknagels in de toren zijn er slechts 1.050.846 op de bouwplaats geplaatst, ongeveer 42% van het totaal. De meeste onderdelen zijn op de grond geassembleerd in de fabrieken in Levallois-Perret, per brokken van vijf meter, met voorlopige bouten. Op de bouwplaats werden vervolgens de bouten vervangen door klinknagels.
Voor het ontwerp zijn vijftig ingenieurs twee jaar bezig geweest met het tekenen van 5.300 tekeningen van details van de Eiffeltoren. Van elk van de 18.038 smeedijzeren stukken van de Eiffeltoren is een schets gemaakt.
Door de keuze voor smeedijzer als bouwmateriaal, is de toren bestand tegen meteorologische omstandigheden en metaalmoeheid, en zou hij nog enkele eeuwen mee moeten kunnen gaan.
Op de bouwplaats werden, als eerste stap, vier betonnen voetstukken geplaatst ter ondersteuning van de vier poten. Dit was nodig om de druk op de grond te verspreiden.
De montage van het metaal begon op 1 juli 1887. De mannen die verantwoordelijk waren voor deze gigantische "Meccano" worden les voltigeurs genoemd. Zij stonden onder leiding van Jean Compagnon. Tot op 30 meter hoogte werden de stukken met een kraan omhoog gehesen. Tussen de 30 en 45 meter hoogte werd gebouwd met 12 houten steigers. Boven de 45 meter hoogte werden er nieuwe steigers gebouwd, die bevestigd waren aan balken van 70 ton voor de eerste verdieping. En daarna volgde het aansluiten van de balken met de vier randen, voor de eerste verdieping. Deze aansluiting is voltooid op 7 december 1887. Voor de bouw van de tweede verdieping moesten er opnieuw steigers worden gemaakt.
In september 1888, toen de tweede verdieping al gebouwd was, gingen de werknemers in staking. Ze waren het niet eens met de arbeidstijd: in de winter 9 uur per dag en in de zomer 12 uur per dag, en ze vonden de lonen te laag tegenover de risico's. Eiffel gaf hierop aan dat de risico's niet anders zijn op een hoogte van 50 meter dan op een hoogte van 200 meter. En hoewel de werknemers al beter betaald werden dan het gemiddelde toentertijd, werd de eis van de salarisverhoging ingewilligd. Drie maanden later brak er opnieuw een staking uit, maar ditmaal hield de leiding het been stijf en weigerde elke onderhandeling.
In totaal werkten 250 staalarbeiders mee aan de bouw. Het was voor die tijd opmerkelijk dat geen enkele arbeider tijdens de bouw het leven liet. Er verongelukte alleen een arbeider die buiten werktijd met zijn verloofde de toren beklom.
Toen het gebouw voltooid was, moest er een voorziening getroffen worden om de derde verdieping te kunnen bezoeken. De liften van Backmann, die oorspronkelijk gepland waren in het ontwerp dat werd ingezonden voor de wedstrijd in mei 1886, werden afgewezen door de jury. Eiffel maakte daarom gebruik van drie nieuwe leveranciers: Roux-Combaluzier et Lepape, het Amerikaanse bedrijf Otis en Léon Edoux.

#### Constructie in beeld

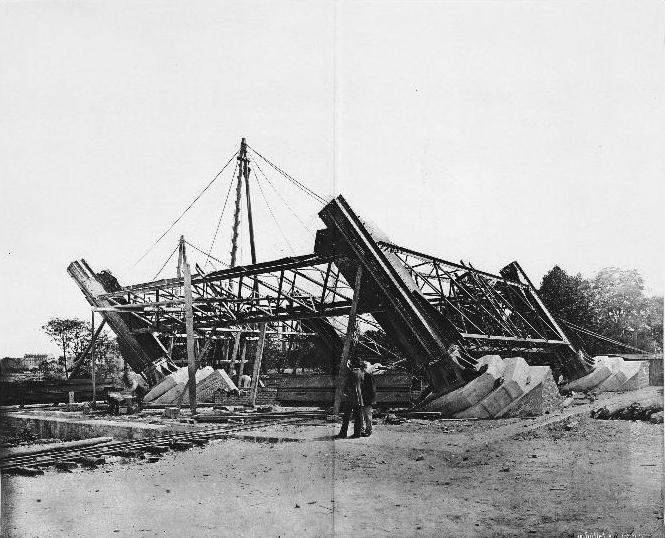
18 juli 1887: De bouw van de metalen poten
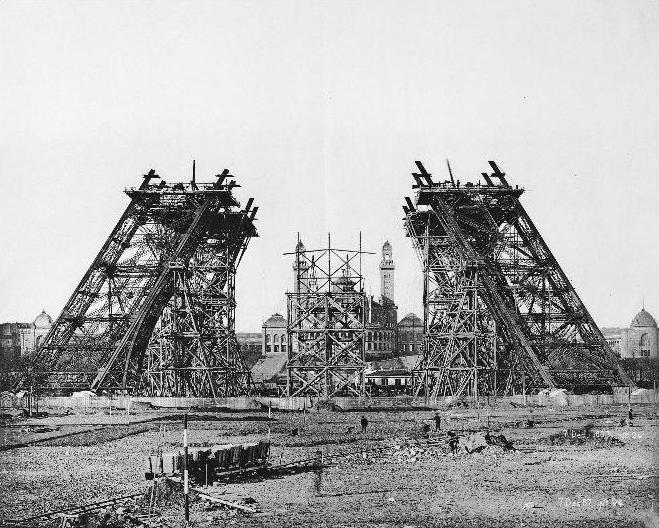
7 december 1887: De montage van een steunpilaar voor de bouw van de eerste verdieping
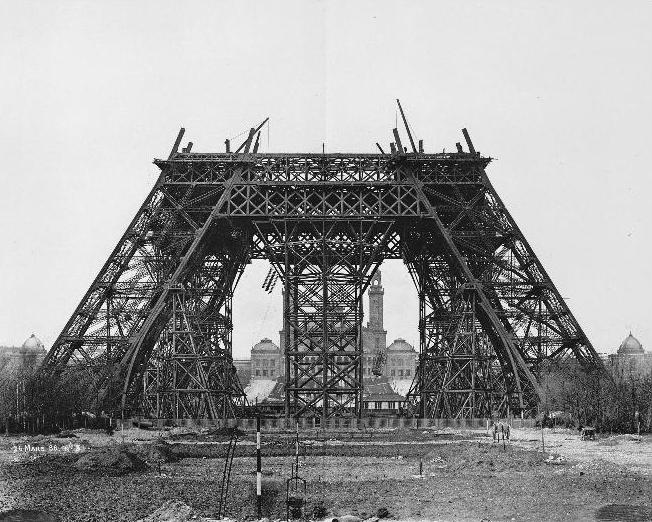
20 maart 1888: Constructie van de horizontale balken voor de middelste steigers
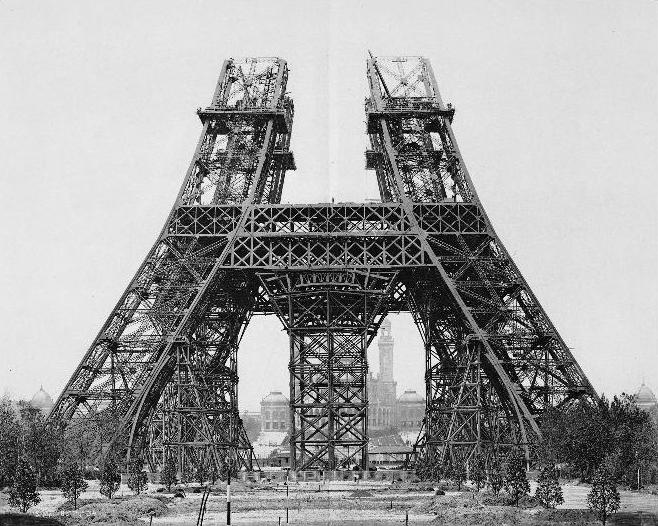
15 mei 1888: De montage van de pilaren boven de eerste verdieping
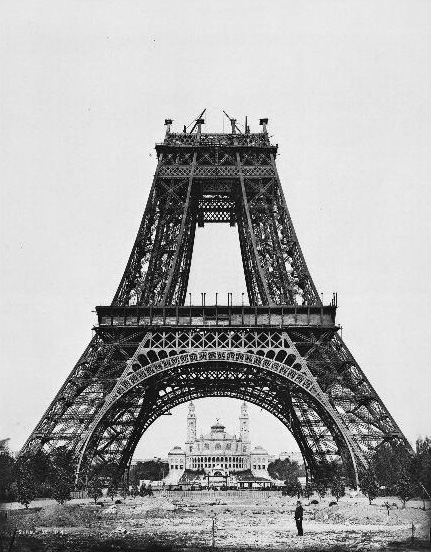
21 augustus 1888: De bouw van de tweede verdieping
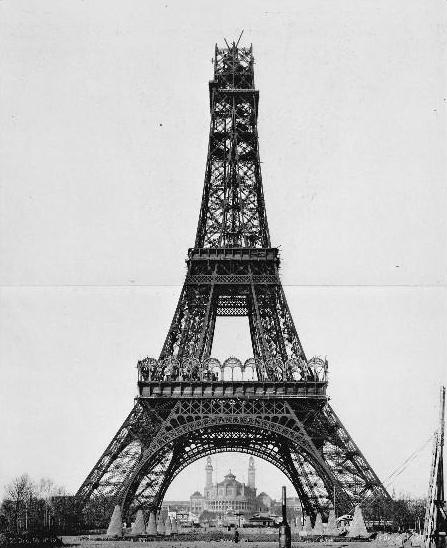
26 december 1888: De bouw van het stuk tussen de tweede en derde verdieping
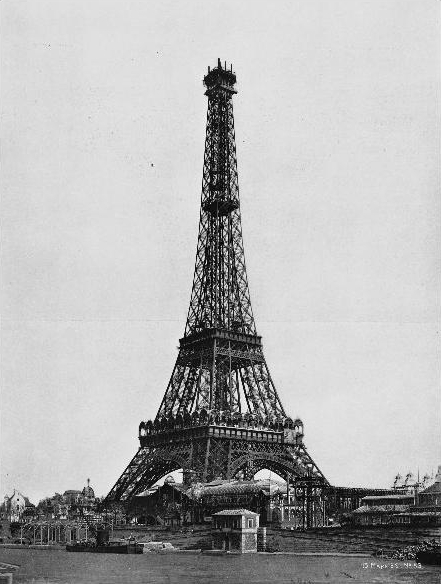
15 maart 1889: De montage van de derde verdieping
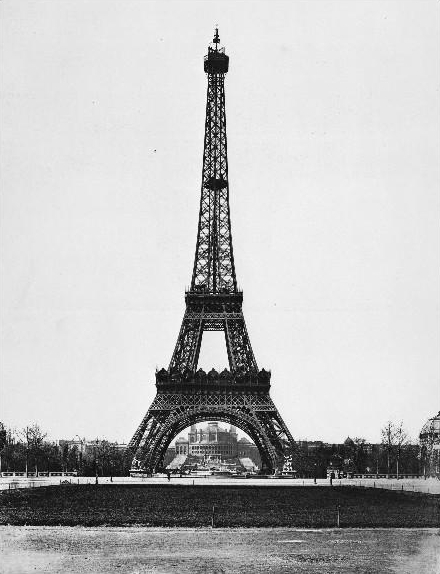
Eind maart 1889: Het resultaat van de werkzaamheden

### Opening
De Eiffeltoren werd op 31 maart 1889 ingewijd in aanwezigheid van alle medewerkers en het Parijse gemeentebestuur. Op de derde verdieping van de toren, die moest worden beklommen want de liften waren nog niet operationeel, werd een Franse vlag gehesen, de Marseillaise werd gespeeld en er werden 21 kanonschoten afgevuurd. Gustave Eiffel kreeg bij die gelegenheid zijn ereteken als officier van het Legioen van Eer. Op 6 mei werd de toren officieel geopend door de Franse president Carnot.
Het monument was, tot de bouw van de Chrysler Building in New York (1930), het hoogste gebouw ter wereld.
De toren was er gekomen ondanks heel wat weerstand. In een petitie, ondertekend door Zola, Maupassant en een 300-tal andere kunstenaars, was onder meer aangevoerd dat buitenlanders zouden lachen met de smakeloze horreur waarmee de Fransen zich aan de wereld presenteerden. De Parijse bevolking was, tijdens de eerste jaren dat de toren er stond, helemaal niet blij met het monument. In veler ogen was het een metalen onding. De Eiffeltoren kreeg gaandeweg meer waardering en wordt beschouwd als een architectonisch meesterwerk. Een bijzonderheid is de veelheid aan fijnmazige ornamenten (smeedwerk) die op de toren zijn aangebracht, een prestatie die Eiffel de bijnaam ijzertovenaar gaf.
Op 6 mei 1889 opende de Eiffeltoren zijn deuren voor het publiek, ter ere van de wereldtentoonstelling van dat jaar. Vanaf 15 mei mocht het publiek de toren beklimmen. Hoewel de toren tijdens de bouw werd bekritiseerd door onder anderen een aantal van de bekendste kunstenaars van die tijd, was hij snel een succes. In de eerste week, toen de liften nog niet in gebruik waren, hebben 28.922 personen de toren beklommen tot de top. Ongeveer 2 miljoen bezoekers hebben de toren bezocht voor de wereldtentoonstelling. Onder hen waren beroemdheden als Buffalo Bill, de koning van Griekenland en prins Boudewijn van België.

### Na de wereldtentoonstelling
Nadat de wereldtentoonstelling afgelopen was, daalde de belangstelling en daarmee het aantal bezoekers snel. In 1899 waren er slechts 149.580 bezoekers. Er werd begonnen de toren commercieel te exploiteren, door de prijs van de toegangskaarten te verlagen; met nauwelijks zichtbaar resultaat. Op de wereldtentoonstelling van 1900, die opnieuw in Parijs was, werden meer dan een miljoen toegangskaarten verkocht, veel meer dan de tien jaren daarvoor. Maar in 1901 was de daling alleen maar groter, omdat veel mensen de toren al hadden gezien in 1889.
De daling van het aantal bezoekers zorgde ervoor dat de toekomst van de toren niet meer zeker was na 31 december 1909, bij het verlopen van de vergunning. Sommigen meenden zelfs dat de toren zou worden afgebroken na die datum. De oplichter Victor Lustig speelde handig op deze geruchten in en wist de toren aan een schroothandelaar te verkopen. Maar omdat de toren waardevol bleek voor communicatiedoeleinden mocht hij langer blijven staan. Op 12 januari 1908 werd het eerste langeafstandsradiobericht vanaf de toren verzonden.
De toren onderging een modernisering naar aanleiding van de wereldtentoonstelling van 1937. De modernisering bestond uit het verwijderen van de als ouderwets beschouwde decoraties van de eerste verdieping en het toevoegen van nieuwe verlichting op de hele toren.
In 1944 ontsnapte de toren aan brandstichting door de Duitse bezetters. De aanslag werd opgeëist door de Wehrmacht.
Op 3 januari 1956 beschadigde een brand de top van de toren. Een jaar later werd de huidige antenne op de top geplaatst.
In het begin van de jaren zestig begon het internationale toerisme te groeien. Dit had direct gevolgen voor het aantal bezoekers van de toren. Dit aantal steeg sterk en kwam later zelfs dicht bij de zes miljoen bezoekers per jaar. In 1998 werd dit aantal voor het eerst gehaald. In 2002 is de mijlpaal van 200 miljoen toegangskaarten bereikt en in 2004 was het vijfde in de meest bezochte monumenten van Île-de-France.
Midden jaren 80 was een nieuwe renovatie van de toren nodig. De renovatie was gericht op de volgende punten:
- Het stroomlijnen van de structuur van het gebouw
- Het totaal heropbouwen van liften en trappen
- Het creëren van veiligheid aangepast aan de populariteit van de Eiffeltoren.

Daartoe werd de toren ontdaan van 1340 ton overbodig materiaal en opnieuw opgeschilderd en behandeld tegen corrosie. Ook werden de liften voor de derde verdieping vervangen en werd het restaurant Le Jules Verne geopend.
Momenteel zijn er 25 schilders in dienst voor het onderhoud van de toren en om het roesten tegen te gaan. Het schilderen duurt ongeveer zeven jaar, daarna is de oude laag versleten en begint men opnieuw.

## Restaurants

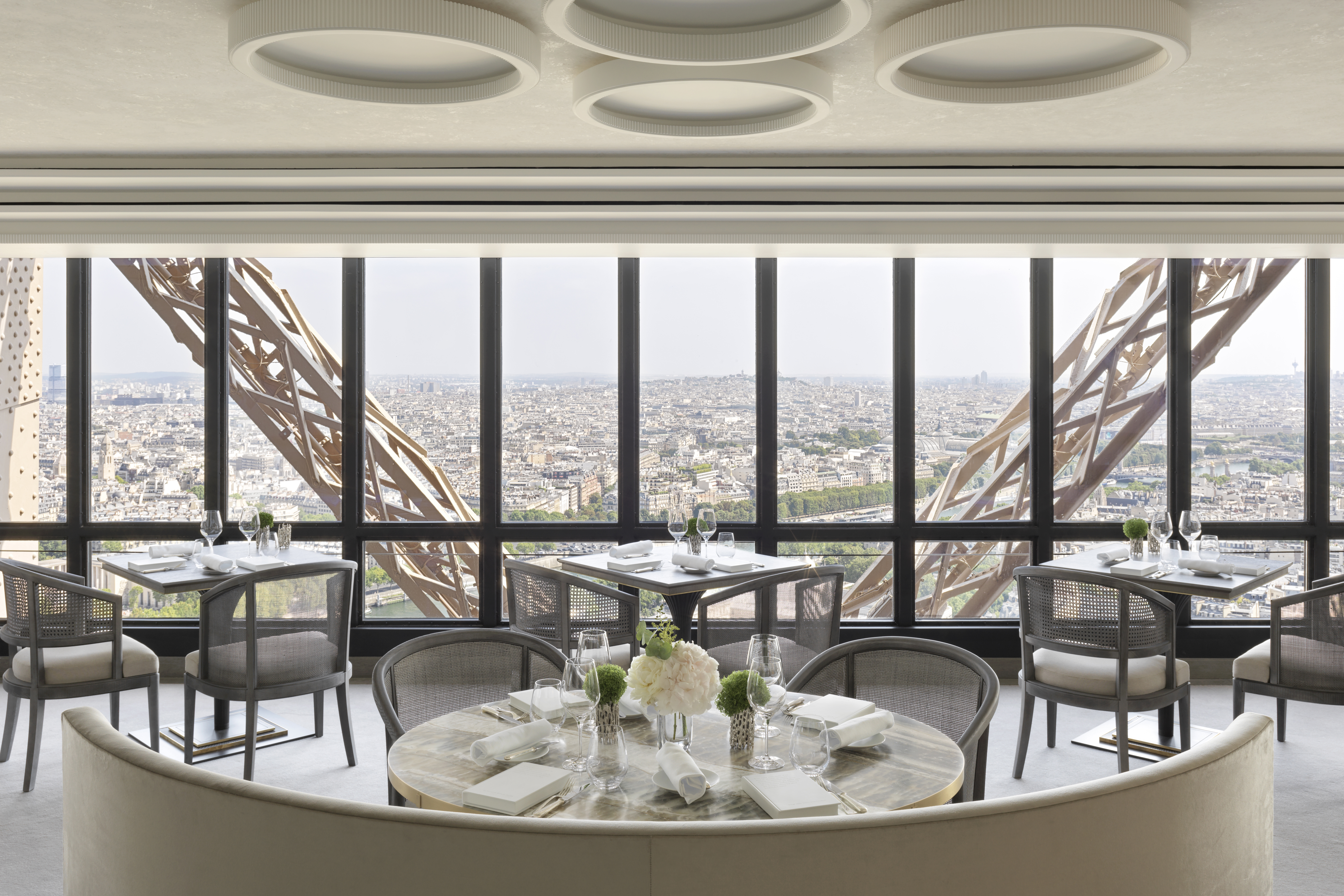
Tafels in de salle Quai Branly van het restaurant Le Jules Verne (2019)

Voor de wereldtentoonstelling van 1889 werden vier houten paviljoens geplaatst op het platform van de eerste verdieping die elk plaats boden aan een restaurant met een capaciteit van 500 personen. De vier restaurants veranderden soms van stijl en keuken, maar bleven tot de wereldtentoonstelling van 1937.  In de aanloop naar dat evenement werden ze afgebroken. Twee nieuwe restaurants werden geïnstalleerd, in de stijl van het interbellum, die in de jaren 1980 grondig werden gerenoveerd en de namen La Belle France en Le Parisien krijgen. In 1983 wordt ook een derde restaurant geïnstalleerd, Le Jules Verne, op de tweede verdieping. In 1996 worden de twee restaurants van de eerste verdieping samengevoegd tot een grote brasserie met nieuwe naam. Sinds 1996 zijn er dus nog maar twee restaurants: het restaurant Le Jules Verne, met Michelinster, op 125 meter hoogte, op het platform van de tweede verdieping en Altitude 95 op de eerste verdieping. De naam is afgeleid van de hoogte van de eerste verdieping van de Eiffeltoren, die 95 meter boven zeeniveau ligt. Dit laatste restaurant kreeg in 2009 de naam 58 Tour Eiffel, naar de hoogte van 58 meter van het eerste platform, en werd na een sluiting van 2019 tot 2022 en grondige renovatie hernoemd naar Madame Brasserie. Le Jules Verne kreeg in 2024 van de Guide Michelin een tweede ster. Van 2007 tot 2018 werd het restaurant geleid door Alain Ducasse, sinds 2018 nam Frédéric Anton over.

## Evenementen
Op 26 december 1978 begon, dankzij Thierry Sabine, de eerste Parijs-Dakar rally aan de voet van de Eiffeltoren. Verscheidene concerten zijn ook op deze plek gehouden: Jean-Michel Jarre in 1995 en Johnny Hallyday in 2000.
In het jaar 2000 installeerde men talloze knipperlichten en krachtige zoeklampen op de toren. Iedere avond is er een lichtshow, en de zoeklampen bovenaan maken 's nachts van de Eiffeltoren een lichtbaken in de Parijse skyline. Elk jaar op quatorze juillet, 14 juli, de Franse nationale feestdag, wordt rond de Eiffeltoren een groots vuurwerk afgestoken ter ere van de verjaardag van de Franse Revolutie.
Naar aanleiding van de 120ste verjaardag in 2009 stelde het bureau Serero Architectes de Paris een gedurfde ingreep voor, die zou neerkomen op het plaatsen van een platform met een webvormig uitwaaierende transparante structuur, dat 1700 bezoekers per uur zou kunnen dragen. Het uit kevlar gemaakte web, ultralicht, zou aan de top van de toren worden vastgemaakt zoals de vleugels van een vliegtuig aan de romp worden bevestigd. Dit ontwerp werd echter nooit uitgevoerd.
Aan het slot van de openingsceremonie van de Olympische Zomerspelen van 2024 zong Céline Dion vanaf de eerste verdieping van de Eiffeltoren het lied Hymne à l'amour van Édith Piaf. Onder de Eiffeltoren werden tijdens de Spelen de beachvolleybalwedstrijden gespeeld. Hiervoor werd onder de Eiffeltoren een tijdelijk beachvolleybalstadion gebouwd. Daarnaast waren de Olympische Ringen prominent te zien boven de eerste verdieping van de Eiffeltoren.

## Verdiepingen
Dit is een lijst met de belangrijkste gegevens van de Eiffeltoren.
|                   | Hoogte boven de grond                     | Hoogte boven zeeniveau                    | breedte                                   | oppervlakte                               |
| ----------------- | ----------------------------------------- | ----------------------------------------- | ----------------------------------------- | ----------------------------------------- |
| Derde verdieping  | 276,13 meter                              | 309,63 meter                              | 18,65 meter                               | 352 m²                                    |
| Overstapplatform  | Hier wordt op een andere lift overgestapt | Hier wordt op een andere lift overgestapt | Hier wordt op een andere lift overgestapt | Hier wordt op een andere lift overgestapt |
| Tweede verdieping | 115,73 meter                              | 149,23 meter                              | 40,96 meter                               | 1650 m²                                   |
| Eerste verdieping | 57,63 meter                               | 91,13 meter                               | 70,69 meter                               | 4200 m²                                   |
| Bodem             |                                           | 33,50 meter                               | 124,90 meter (74,24 tussen de pilaren)    |                                           |

De informatie hieronder beschrijft de belangrijkste technische gegevens op elke verdieping, en de belangrijkste bezienswaardigheden voor bezoekers.

### Basis
|                   |                           |             |                                                   |                   |
| Gesitueerd        | Afmetingen                | Constructie | Ontwerpers                                        | Materialen        |
| Voet van de toren | Breedte: 25 m Hoogte: 4 m | 1887        | Maurice Koechlin Émile Nouguier Stephen Sauvestre | Beton Grind Staal |

De toren bevindt zich in een vierkant van 125 × 125 meter, volgens de regels van de wedstrijd in 1886. De toren heeft een hoogte van 330 meter, met zijn 116 antennes. De toren bevindt zich op 33,5 meter boven zeeniveau.
De fundering
De fundering bestaat uit een laag beton van twee meter die rust op een laag grind van zeven meter. De onderkant van de fundering ligt zelf onder het niveau van de Seine.
De werknemers werkten in een metalen caisson, naar idee van Jacques Triger. Zestien massieve funderingen ondersteunen elke rand van de vier poten en de enorme verankering van 7,8 meter.
De potenElk van de vier poten beweegt mee met de wind. De fundering van elke poot is een dikke betonnen laag. De trappen zijn open voor het publiek, De zuidelijke poot heeft een lift, bestemd voor het personeel en de klanten van het restaurant Le Jules-Verne, op de tweede verdieping.
De bogenTussen de poten zijn vier bogen, 39 meter boven de grond, met een diameter van 74 meter. Hoewel ze op de schetsen van Stephen Sauvestre rijkelijk versierd zijn, zijn ze dat tegenwoordig minder.

### Eerste verdieping
|                        |                      |             |         |            |  |
| Gesitueerd             | Afmetingen           | Oppervlakte | Gebouwd | Materialen |  |
| 57,63 m boven de grond | Breedte: 70,69 meter | 4200 m2     | 1887    | Smeedijzer |  |

Op 57 meter boven de grond bevindt zich de eerste verdieping met een oppervlakte van 4200 m2 en berekend op 3000 mensen.
De eerste verdieping biedt rondom uitzicht over Parijs en de Parijse monumenten. Aan de buitenkant zijn de 72 namen van Franse wetenschappers, ingenieurs en enkele andere personen uit de 18e en 19e eeuw geplaatst.
Op de eerste verdieping bevindt zich ook het restaurant Madame Brasserie, dat zich uitstrekt over twee niveaus. Het biedt een panoramisch uitzicht over Parijs en de binnenkant van de toren.
Het is ook mogelijk om overblijfselen die te maken hebben met de geschiedenis van de Eiffeltoren, te zien, inclusief een deel van een wenteltrap die oorspronkelijk bedoeld was voor het klimmen naar de top. Deze trap werd afgebroken in 1986, tijdens de renovatie van de toren. 21 van de 22 delen van deze trap werden geveild, waarbij de meeste gekocht werden door Amerikaanse verzamelaars.
Ter gelegenheid van de 125ste verjaardag werd in 2014 op 4 plaatsen op de eerste verdieping een glazen vloer aangebracht. Daarnaast werden er vier zonnepanelen geïnstalleerd en openden er nieuwe winkels, een nieuw restaurant en een museum.

### Tweede verdieping
|                         |                  |             |         |            |  |
| Gesitueerd              | Afmetingen       | Oppervlakte | Gebouwd | Materialen |  |
| 115,73 m boven de grond | Breedte: 40,96 m | 1650 m2     | 1888    | Smeedijzer |  |

Op 115 meter boven de grond bevindt zich de tweede verdieping met een oppervlakte van 1650 m2 en berekend op 1600 mensen.
Op deze verdieping is het uitzicht op Parijs het beste, het is de optimale hoogte ten opzichte van de lagere gebouwen. Op de derde verdieping zijn de gebouwen minder goed zichtbaar. Als het weer helder is, is de geschatte afstand tot waar men kan zien naar het zuiden 55 kilometer, naar het noorden 60 km, naar het oosten 65 km en naar het westen 70 km.
In de vloer zijn ramen geplaatst die het mogelijk maken het veld eronder te bekijken. De metalen hekken voorkomen elke sprong naar beneden: zoals zelfmoord of parachutespringen.
Het restaurant Le Jules-Verne is een restaurant met een capaciteit van 95 zitplaatsen. Het restaurant is bekroond met een Michelinster. Het decor van dit restaurant wordt somber bevonden en is onveranderd sinds de opening in 1983. Vanuit het restaurant heeft men uitzicht op de structuur van de toren en Parijs. In het restaurant werken 30 koks en 60 andere personeelsleden.

### Derde verdieping
|                         |                  |             |         |                       |  |
| Gesitueerd              | Afmetingen       | Oppervlakte | Gebouwd | Hoogste televisiemast |  |
| 276,13 m boven de grond | Breedte: 18,65 m | 350 m2      | 1889    | 325 m boven de grond  |  |

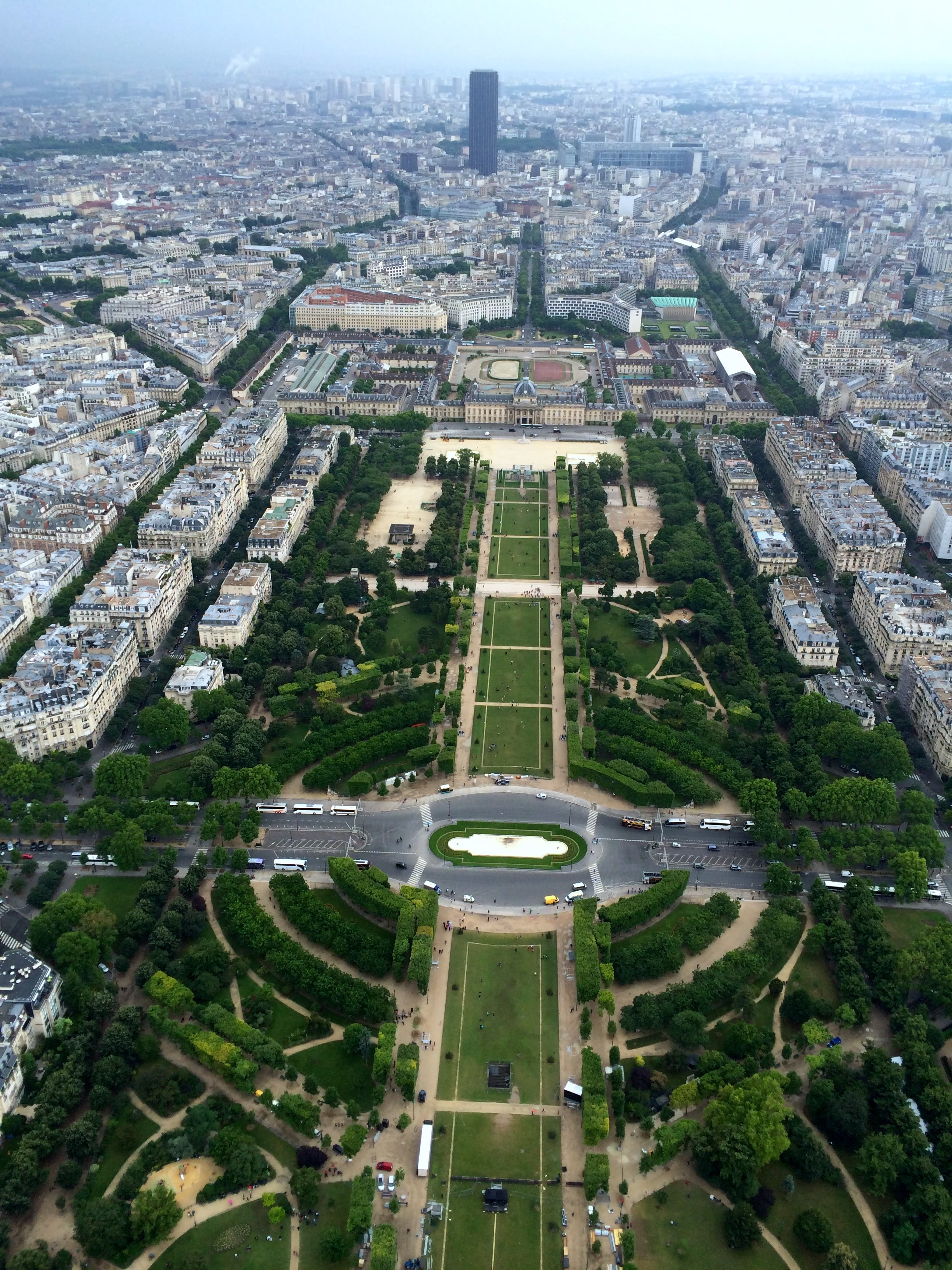
Uitzicht vanaf de derde verdieping op Champ-de-Mars

Op 275 meter boven de grond bevindt zich de derde verdieping met een oppervlakte van 350 vierkante meter en berekend op 400 mensen.
Om op de derde verdieping te komen moet men de lift nemen, omdat de trap vanaf de tweede verdieping verboden is voor het publiek. Vanaf de derde verdieping is het mogelijk nog een paar trappen te nemen naar een platform buiten, dat soms (ten onrechte) de vierde verdieping wordt genoemd.
Op deze verdieping is een reconstructie van het Musée Grévin te zien, dat naar een idee van Eiffel is gemaakt. Het lijkt hier alsof Eiffel dit heeft gebruikt als kantoor. De historische werkelijkheid is echter anders. In feite is de plek gebruikt voor meteorologisch onderzoek, door Gustave Ferrié in 1910. Voor deze experimenten werd draadloze telegrafie gebruikt.
Op de top van de toren werd van 1957 tot 1959 een televisiemast geplaatst. Deze werd gebruikt voor ongeveer 10 miljoen huishoudens. Op 17 januari 2005 is de eerste antenne voor digitale televisie geplaatst, de toevoeging van de 116e antenne heeft ervoor gezorgd dat de toren 325 m hoog is, in plaats van 324 m. In 2014 werden er echter nieuwe metingen gedaan, waaruit bleek dat de constructie gekrompen is tot 320 meter. Na het plaatsen van een DAB+-antenne in 2022 meet de toren 330 meter.

## 72 namen op de Eiffeltoren
Op de Eiffeltoren zijn in gouden letters 72 namen aangebracht van Franse wetenschappers, ingenieurs en enkele andere notabele mensen uit erkentelijkheid voor hun bijdragen aan Eiffel. De namen bevinden zich aan de rand van de eerste verdieping. De gegraveerde namen werden in het begin van de twintigste eeuw weggeschilderd en in 1986-1987 gerestaureerd.

## Bezoekers

### Jaarlijks bezoekersaantal van de Eiffeltoren
De eerste tabel laat de eigenlijke bezoekersaantallen per jaar zien vanaf 1889, met de periodes dat de toren gesloten was voor het publiek, tussen 1915 en 1918 (Eerste Wereldoorlog) en tussen 1940 en 1945 (Tweede Wereldoorlog). Er zijn ongeveer 243.376.000 mensen sinds de opening op de Eiffeltoren geweest (medio 8 mei 2009). In 2023 waren dat er naar eigen zeggen bijna 300 miljoen.
| Aantal jaarlijkse bezoekers van de Eiffeltoren, vanaf 1889 | Aantal jaarlijkse bezoekers van de Eiffeltoren, vanaf 1889 | Aantal jaarlijkse bezoekers van de Eiffeltoren, vanaf 1889 | Aantal jaarlijkse bezoekers van de Eiffeltoren, vanaf 1889 | Aantal jaarlijkse bezoekers van de Eiffeltoren, vanaf 1889 | Aantal jaarlijkse bezoekers van de Eiffeltoren, vanaf 1889 | Aantal jaarlijkse bezoekers van de Eiffeltoren, vanaf 1889 | Aantal jaarlijkse bezoekers van de Eiffeltoren, vanaf 1889 | Aantal jaarlijkse bezoekers van de Eiffeltoren, vanaf 1889 | Aantal jaarlijkse bezoekers van de Eiffeltoren, vanaf 1889 | Aantal jaarlijkse bezoekers van de Eiffeltoren, vanaf 1889 | Aantal jaarlijkse bezoekers van de Eiffeltoren, vanaf 1889 | Aantal jaarlijkse bezoekers van de Eiffeltoren, vanaf 1889 | Aantal jaarlijkse bezoekers van de Eiffeltoren, vanaf 1889 | Aantal jaarlijkse bezoekers van de Eiffeltoren, vanaf 1889 | Aantal jaarlijkse bezoekers van de Eiffeltoren, vanaf 1889 | Aantal jaarlijkse bezoekers van de Eiffeltoren, vanaf 1889 | Aantal jaarlijkse bezoekers van de Eiffeltoren, vanaf 1889 | Aantal jaarlijkse bezoekers van de Eiffeltoren, vanaf 1889 | Aantal jaarlijkse bezoekers van de Eiffeltoren, vanaf 1889 |
| ---------------------------------------------------------- | ---------------------------------------------------------- | ---------------------------------------------------------- | ---------------------------------------------------------- | ---------------------------------------------------------- | ---------------------------------------------------------- | ---------------------------------------------------------- | ---------------------------------------------------------- | ---------------------------------------------------------- | ---------------------------------------------------------- | ---------------------------------------------------------- | ---------------------------------------------------------- | ---------------------------------------------------------- | ---------------------------------------------------------- | ---------------------------------------------------------- | ---------------------------------------------------------- | ---------------------------------------------------------- | ---------------------------------------------------------- | ---------------------------------------------------------- | ---------------------------------------------------------- |
| Jaar                                                       | Bezoekers                                                  |                                                            | Jaar                                                       | Bezoekers                                                  |                                                            | Jaar                                                       | Bezoekers                                                  |                                                            | Jaar                                                       | Bezoekers                                                  |                                                            | Jaar                                                       | Bezoekers                                                  |                                                            | Jaar                                                       | Bezoekers                                                  |                                                            | Jaar                                                       | Bezoekers                                                  |
| 1889                                                       | 1 968 287                                                  | 1910                                                       | 203 803                                                    | 1931                                                       | 822 550                                                    | 1952                                                       | 1 250 094                                                  | 1973                                                       | 2 914 814                                                  | 1994                                                       | 5 419 462                                                  | 2015                                                       | 6 917 000                                                  |                                                            |                                                            |                                                            |                                                            |                                                            |                                                            |
| 1890                                                       | 393 414                                                    | 1911                                                       | 204 168                                                    | 1932                                                       | 339 242                                                    | 1953                                                       | 1 204 371                                                  | 1974                                                       | 3 018 455                                                  | 1995                                                       | 5 212 677                                                  | 2016                                                       | 5 934 000                                                  |                                                            |                                                            |                                                            |                                                            |                                                            |                                                            |
| 1891                                                       | 335 829                                                    | 1912                                                       | 258 950                                                    | 1933                                                       | 363 720                                                    | 1954                                                       | 1 301 152                                                  | 1975                                                       | 3 045 573                                                  | 1996                                                       | 5 530 279                                                  | 2017                                                       | 6,23 mln                                                   |                                                            |                                                            |                                                            |                                                            |                                                            |                                                            |
| 1892                                                       | 277 276                                                    | 1913                                                       | 261 337                                                    | 1934                                                       | 322 969                                                    | 1955                                                       | 1 435 192                                                  | 1976                                                       | 3 050 606                                                  | 1997                                                       | 5 719 773                                                  | 2018                                                       | 6,07 mln                                                   |                                                            |                                                            |                                                            |                                                            |                                                            |                                                            |
| 1893                                                       | 265 894                                                    | 1914                                                       | 152 725                                                    | 1935                                                       | 288 643                                                    | 1956                                                       | 1 476 400                                                  | 1977                                                       | 3 298 844                                                  | 1998                                                       | 6 051 603                                                  | 2019                                                       | 6,14 mln                                                   |                                                            |                                                            |                                                            |                                                            |                                                            |                                                            |
| 1894                                                       | 210 836                                                    | 1915                                                       | Gesloten                                                   | 1936                                                       | 264 145                                                    | 1957                                                       | 1 632 647                                                  | 1978                                                       | 3 430 886                                                  | 1999                                                       | 6 368 534                                                  | 2020                                                       | 1,16 mln                                                   |                                                            |                                                            |                                                            |                                                            |                                                            |                                                            |
| 1895                                                       | 218 974                                                    | 1916                                                       | Gesloten                                                   | 1937                                                       | 809 978                                                    | 1958                                                       | 1 591 005                                                  | 1979                                                       | 3 429 571                                                  | 2000                                                       | 6 315 324                                                  | 2021                                                       | 2,06 mln                                                   |                                                            |                                                            |                                                            |                                                            |                                                            |                                                            |
| 1896                                                       | 226 654                                                    | 1917                                                       | Gesloten                                                   | 1938                                                       | 258 306                                                    | 1959                                                       | 1 668 558                                                  | 1980                                                       | 3 594 190                                                  | 2001                                                       | 6 103 987                                                  | 2022                                                       | 5,85 mln                                                   |                                                            |                                                            |                                                            |                                                            |                                                            |                                                            |
| 1897                                                       | 199 827                                                    | 1918                                                       | Gesloten                                                   | 1939                                                       | 252 495                                                    | 1960                                                       | 1 735 230                                                  | 1981                                                       | 3 393 208                                                  | 2002                                                       | 6 157 042                                                  | 2023                                                       |                                                            |                                                            |                                                            |                                                            |                                                            |                                                            |                                                            |
| 1898                                                       | 183 391                                                    | 1919                                                       | 311 714                                                    | 1940                                                       | Gesloten                                                   | 1961                                                       | 1 763 448                                                  | 1982                                                       | 3 399 683                                                  | 2003                                                       | 5 864 969                                                  | 2024                                                       |                                                            |                                                            |                                                            |                                                            |                                                            |                                                            |                                                            |
| 1899                                                       | 149 580                                                    | 1920                                                       | 417 869                                                    | 1941                                                       | Gesloten                                                   | 1962                                                       | 1 735 796                                                  | 1983                                                       | 3 701 558                                                  | 2004                                                       | 6 230 050                                                  | 2025                                                       |                                                            |                                                            |                                                            |                                                            |                                                            |                                                            |                                                            |
| 1900                                                       | 1 024 887                                                  | 1921                                                       | 426 635                                                    | 1942                                                       | Gesloten                                                   | 1963                                                       | 2 013 594                                                  | 1984                                                       | 4 183 857                                                  | 2005                                                       | 6 428 441                                                  | 2026                                                       |                                                            |                                                            |                                                            |                                                            |                                                            |                                                            |                                                            |
| 1901                                                       | 131 724                                                    | 1922                                                       | 422 172                                                    | 1943                                                       | Gesloten                                                   | 1964                                                       | 2 143 173                                                  | 1985                                                       | 4 368 573                                                  | 2006                                                       | 6 719 200                                                  | 2027                                                       |                                                            |                                                            |                                                            |                                                            |                                                            |                                                            |                                                            |
| 1902                                                       | 121 144                                                    | 1923                                                       | 551 444                                                    | 1944                                                       | Gesloten                                                   | 1965                                                       | 2 295 193                                                  | 1986                                                       | 4 386 291                                                  | 2007                                                       | 6 822 374                                                  | 2028                                                       |                                                            |                                                            |                                                            |                                                            |                                                            |                                                            |                                                            |
| 1903                                                       | 122 979                                                    | 1924                                                       | 585 730                                                    | 1945                                                       | Gesloten                                                   | 1966                                                       | 2 405 554                                                  | 1987                                                       | 4 293 187                                                  | 2008                                                       | 6 826 591                                                  | 2029                                                       |                                                            |                                                            |                                                            |                                                            |                                                            |                                                            |                                                            |
| 1904                                                       | 156 918                                                    | 1925                                                       | 631 758                                                    | 1946                                                       | 603 349                                                    | 1967                                                       | 2 416 502                                                  | 1988                                                       | 4 668 468                                                  | 2009                                                       | 6 503 413                                                  | 2030                                                       |                                                            |                                                            |                                                            |                                                            |                                                            |                                                            |                                                            |
| 1905                                                       | 169 770                                                    | 1926                                                       | 657 004                                                    | 1947                                                       | 1 009 161                                                  | 1968                                                       | 2 070 417                                                  | 1989                                                       | 5 580 363                                                  | 2010                                                       | 6 612 000                                                  | 2031                                                       |                                                            |                                                            |                                                            |                                                            |                                                            |                                                            |                                                            |
| 1906                                                       | 182 399                                                    | 1927                                                       | 555 087                                                    | 1948                                                       | 958 386                                                    | 1969                                                       | 2 561 157                                                  | 1990                                                       | 5 698 613                                                  | 2011                                                       | 6 983 000                                                  | 2032                                                       |                                                            |                                                            |                                                            |                                                            |                                                            |                                                            |                                                            |
| 1907                                                       | 190 026                                                    | 1928                                                       | 634 819                                                    | 1949                                                       | 1 143 046                                                  | 1970                                                       | 2 757 768                                                  | 1991                                                       | 5 442 346                                                  | 2012                                                       | 6 180 000                                                  | 2033                                                       |                                                            |                                                            |                                                            |                                                            |                                                            |                                                            |                                                            |
| 1908                                                       | 189 338                                                    | 1929                                                       | 577 624                                                    | 1950                                                       | 1 026 631                                                  | 1971                                                       | 2 899 070                                                  | 1992                                                       | 5 747 357                                                  | 2013                                                       | 6 740 000                                                  | 2034                                                       |                                                            |                                                            |                                                            |                                                            |                                                            |                                                            |                                                            |
| 1909                                                       | 181 574                                                    | 1930                                                       | 580 075                                                    | 1951                                                       | 1 129 637                                                  | 1972                                                       | 3 003 659                                                  | 1993                                                       | 5 537 155                                                  | 2014                                                       | 7 097 302                                                  | 2035                                                       |                                                            |                                                            |                                                            |                                                            |                                                            |                                                            |                                                            |

### Zelfmoordpogingen
Sinds 1911, toen de eerste persoon zelfmoord pleegde op de Eiffeltoren, is de toren een van de populairste zelfmoordlocaties in Frankrijk: er plegen, in een gemiddeld jaar, vier mensen zelfmoord. In totaal hebben ongeveer 350 tot 400 mensen zich hier van het leven beroofd. Zelfdoding gebeurt voornamelijk door ophanging aan de stalen balken of door van de toren te springen. Er zijn twee gevallen bekend waarin iemand de zelfmoordpoging overleefde, beide vanaf de eerste verdieping van de toren: de eerste keer blies de wind een man op een spant van een gebouw, de andere keer viel een vrouw op het dak van een auto.

## Video
- Eiffeltoren

## Afbeeldingen

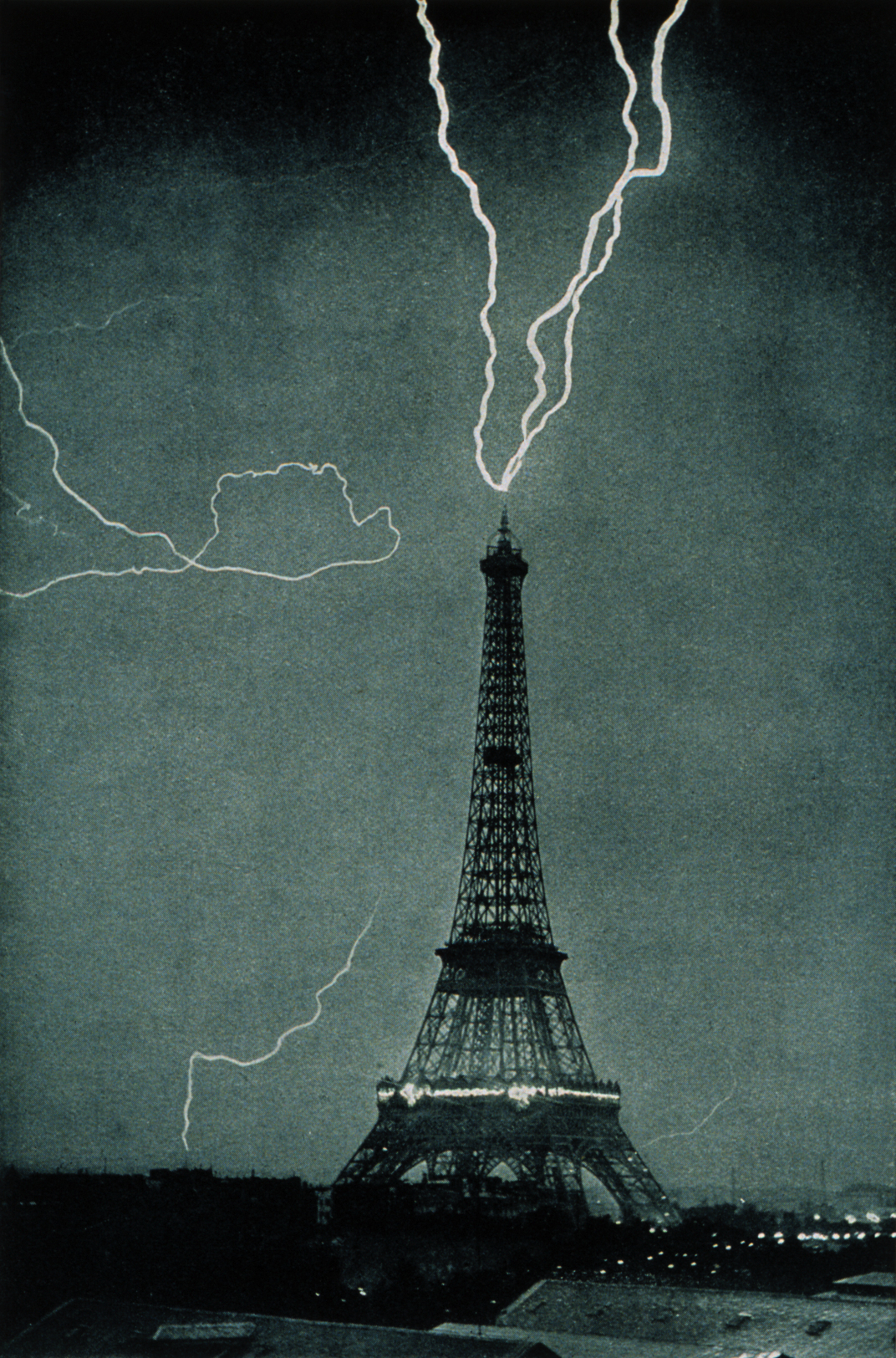
Eiffeltoren in 1902, door bliksem getroffen
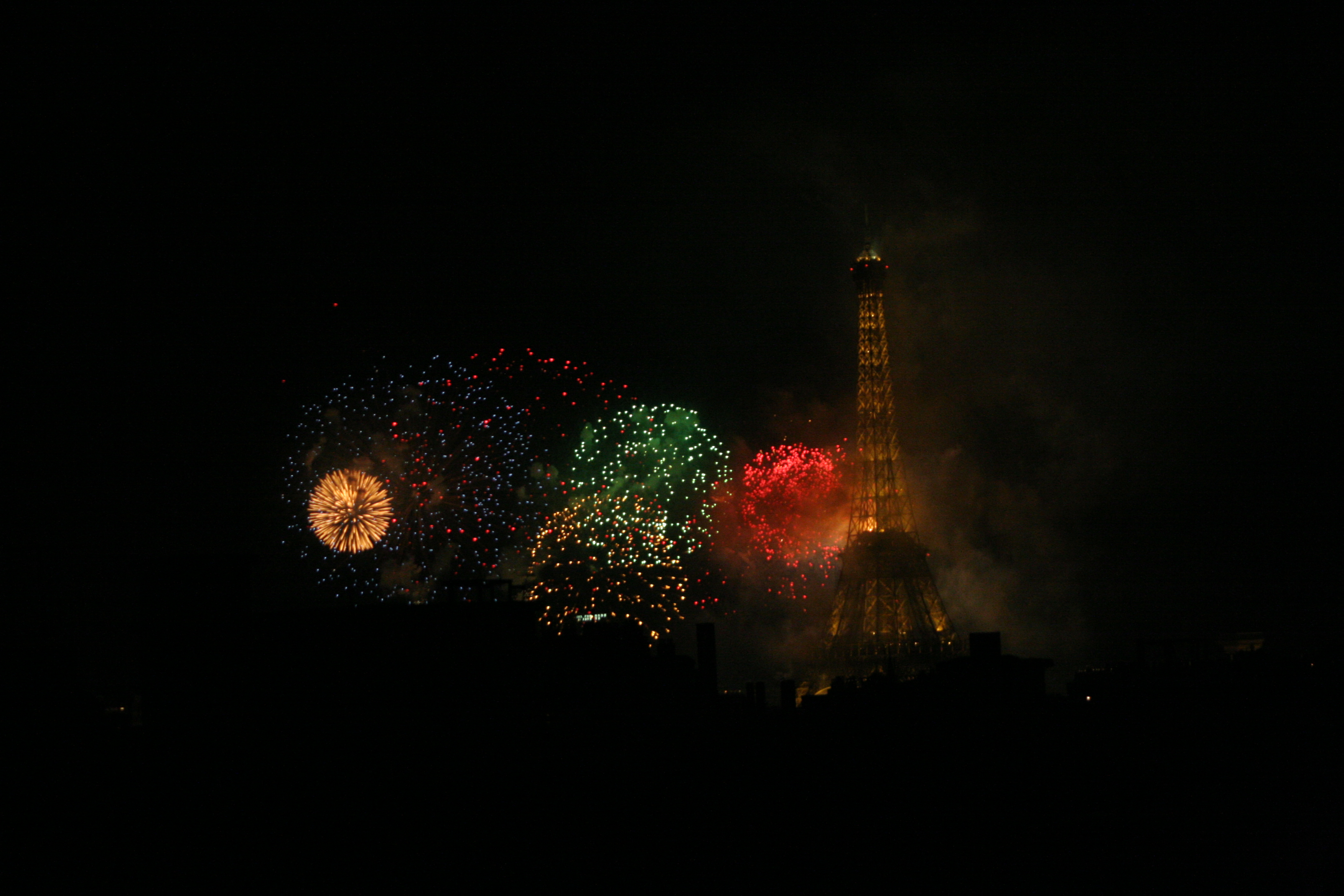
Vuurwerk rond de Eiffeltoren op 14 juli
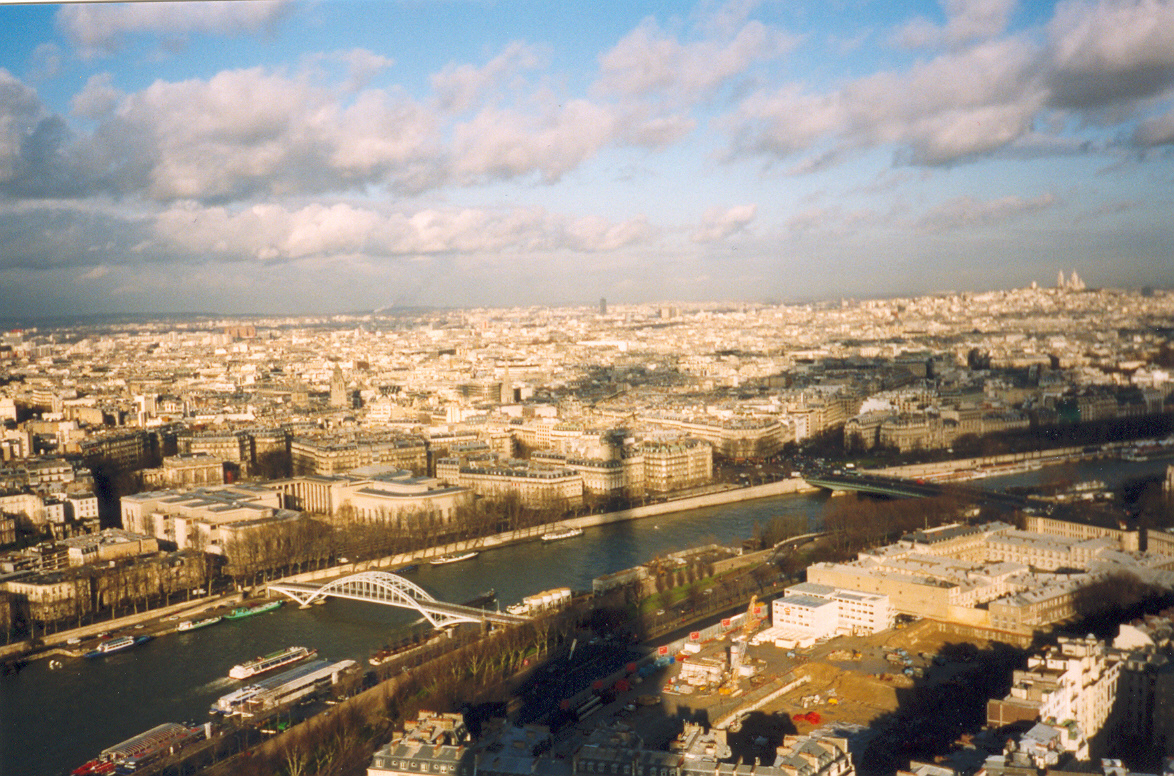
Uitzicht vanaf de Eiffeltoren op de Seine
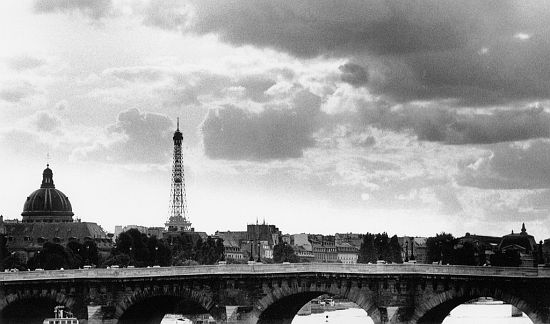
Eiffeltoren met de Pont Neuf op de voorgrond
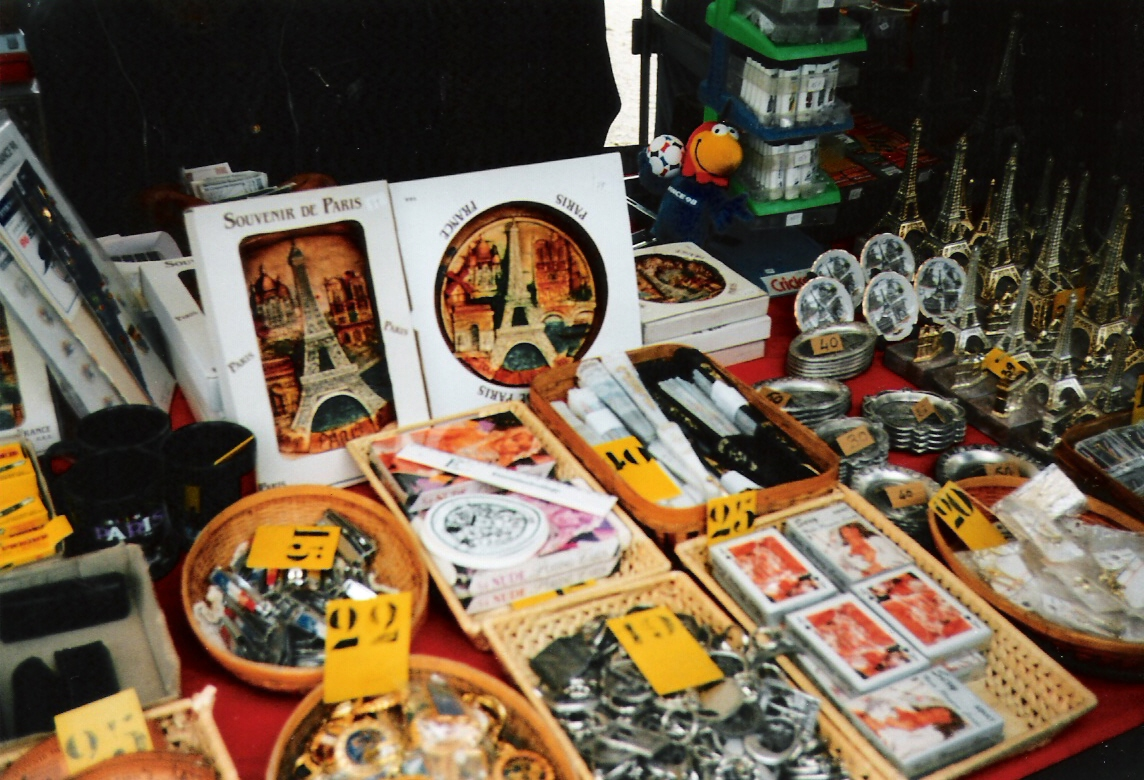
Talloze mini-Eiffeltorens als souvenir
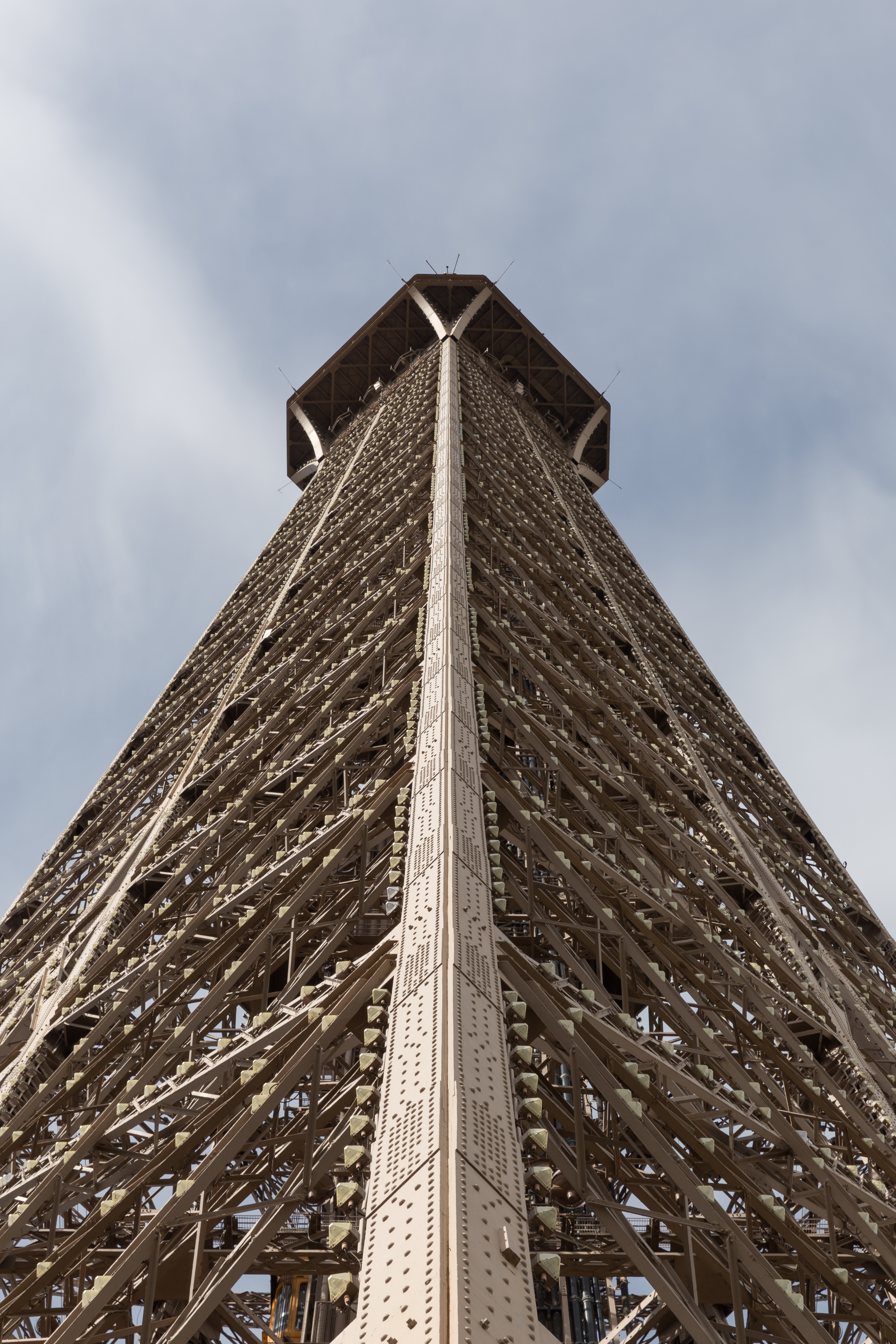
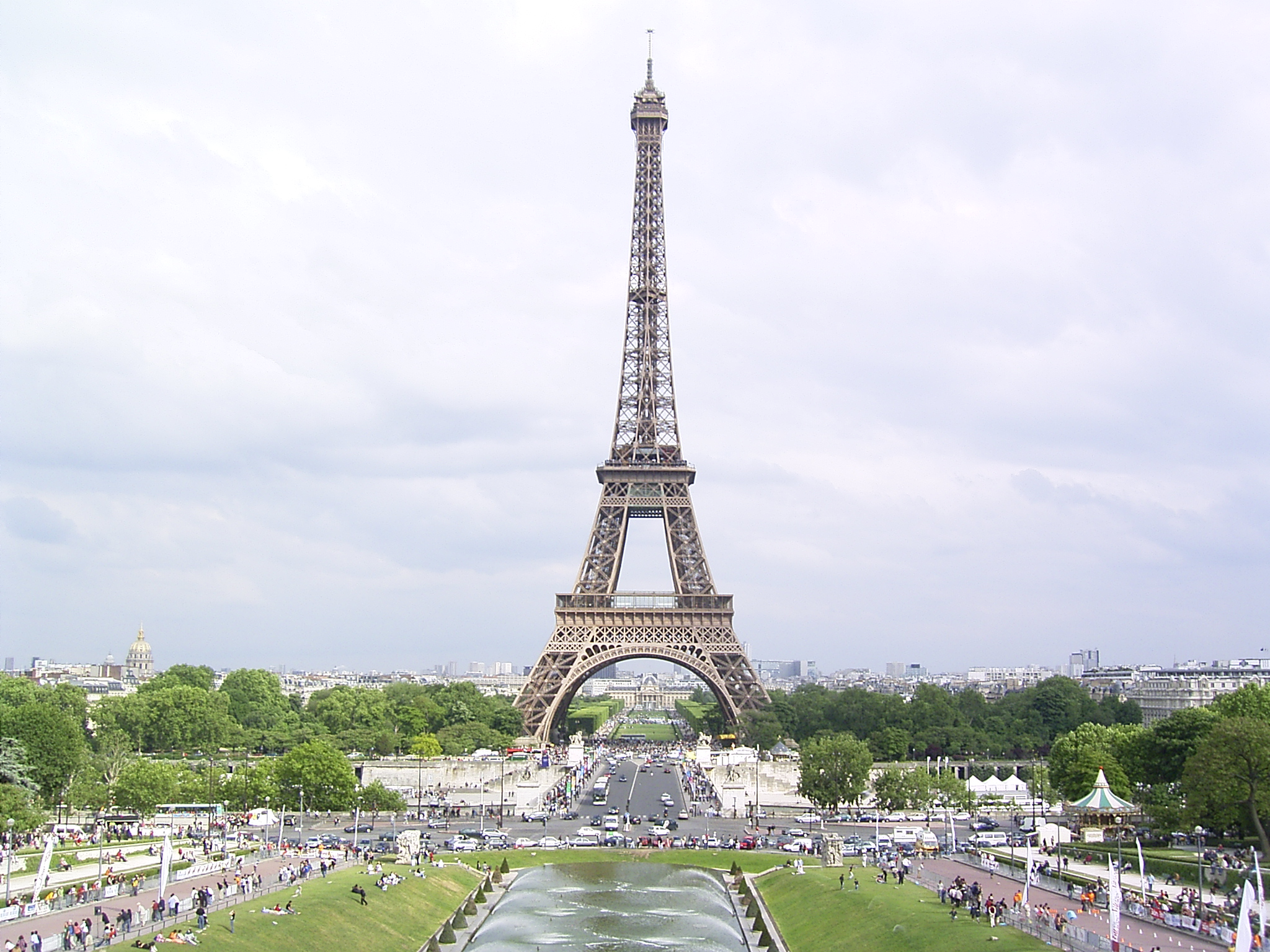
De Eiffeltoren
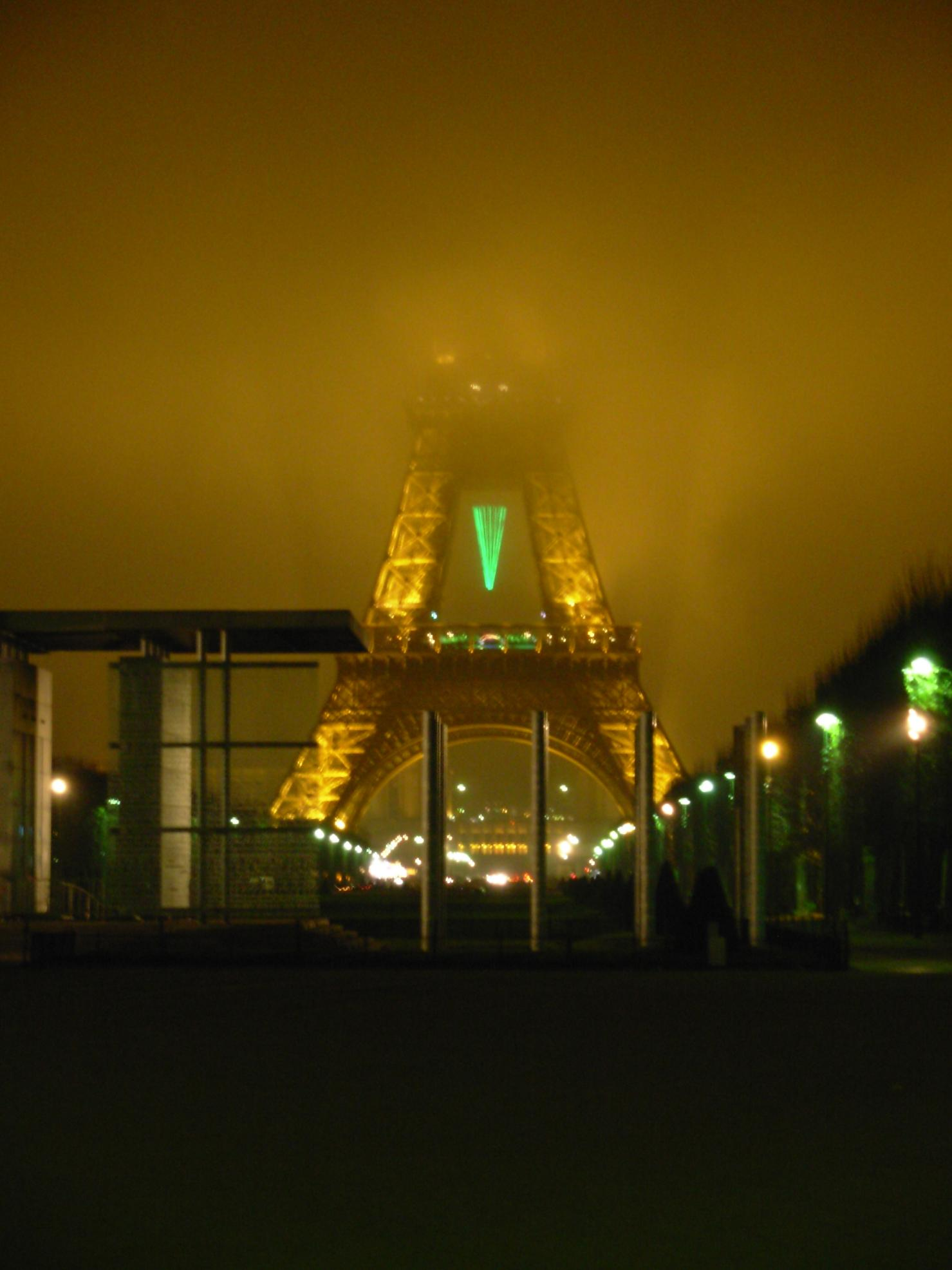
De Eiffeltoren in mist, genomen vanaf Place Joffre